# PyWeek
PyWeek是一个用Python语言开发游戏的竞赛，早期多利用Pygame作遊戲引擎，及後也有很多不同的參賽者使用Pyglet。这项竞赛开始于2005年6月，最近的第30次是在2020年9月20日至27日。所有游戏必须开放源代码和媒体文件，作者持有版权并以自由软件的协议发布。如果使用者使用第三方的資源來發佈遊戲，必須確定第三方的資源為公開的public domain協議發放。因为开放源代码的特殊性，被众多游戏媒体所忽视。

## 流程
报名，参与的游戏条目有个人和团体两组，但参加者不限制其参与的项目数量。
规则包括，所有的参与作品必须支持Python库，如Pygame和PyOpengl。
如果需要制作Windows用的可执行程序，推荐参与者用py2exe。Linux，BSD和Mac OS用户可以从源代码直接运行。
參與者如果希望提供自己所設計及使用的遊戲库，必須在開賽前一個月提交，當中必須要好的文件來表達其遊戲庫如何使用及運作。
参与项目确定之后，参与者开始投票选择本期的主题，主題為pyweek大會決定。
以00:00 UTC为起点，到下一周的00:00 UTC结束。
在这段时间内，参与者必须把所有的数据放出，（可釋放不同的版本。）及其最終版本，最終版本為評審版本。
然后参与者们开始评審本次提交的游戏。
在乐趣Fun，开发Production，创新Innovation 3个项目上评分，另外组织者统计投票人数Respondents。
如：Nelly's Rooftop Garden
Fun4.4
Production4.2
Innovation4.6
Respondents29

## 历史
- PyWeek 1: Power:个人组Pawns: Power vs Responsibility， 团体组Dynamite（本次竞赛设在另一个网站mechanicalcat.net）2005-08-27—> 2005-09-03
- PyWeek 2: It runs on steam!:个人组Nelly's Rooftop Garden， 团体组Trip on the Funny Boat 2006-03-26 -> 2006-04-02
- PyWeek 3: The Disappearing Act:个人组Bouncy the Hungry Rabbit，团体组Typus Pocus 2006-09-03 -> 2006-09-10
- PyWeek 4: The only way is up:个人组Which Way Is Up?， 团体组Barbie Seahorse Adventures (作者The Olde Battleaxe)2007-04-01 -> 2007-04-08
- PyWeek 5: Twisted:个人组Disk Field，团体组Wound Up! 2007-09-02
- Pyweek 6: Robot:个人组Invention，团体组Robot Underground 2008-04-06 -> 2008-04-13
- Pyweek 7: How long is a piece of string?:个人组Stringrolled，团体组Kite Story 2008-09-07 -> 2008-09-14
- Pyweek 8: Get off my lawn:个人组Panspermia，团体组Happy Insect Garden 2009-04-26 -> 2009-05-03
- Pyweek 9: Feather:个人组Topologiquill，团体组After the Fall 2009-08-30 -> 2009-09-06

### 作品
截止2009年8月竞赛之后，共有7部作品综合评分达到4分（四舍五入）以上，分别是Nelly's Rooftop Garden, Kite Story，Digby Marshmallow's Space Adventures!，Which Way Is Up?，Arctic Paint: Gondola，Happy Insect Garden和Wound Up!。

## 其他
- Pygame - Python游戏的引擎，使用SDL庫
- Pyglet - Python遊戲的純Python跨平台引擎
- PyDay - 类似的竞赛，不过要求一天完成
- RubyGame - 基于Ruby语言的引擎
- Ludum Dare - 48小时游戏竞赛